# Johann Sciurus

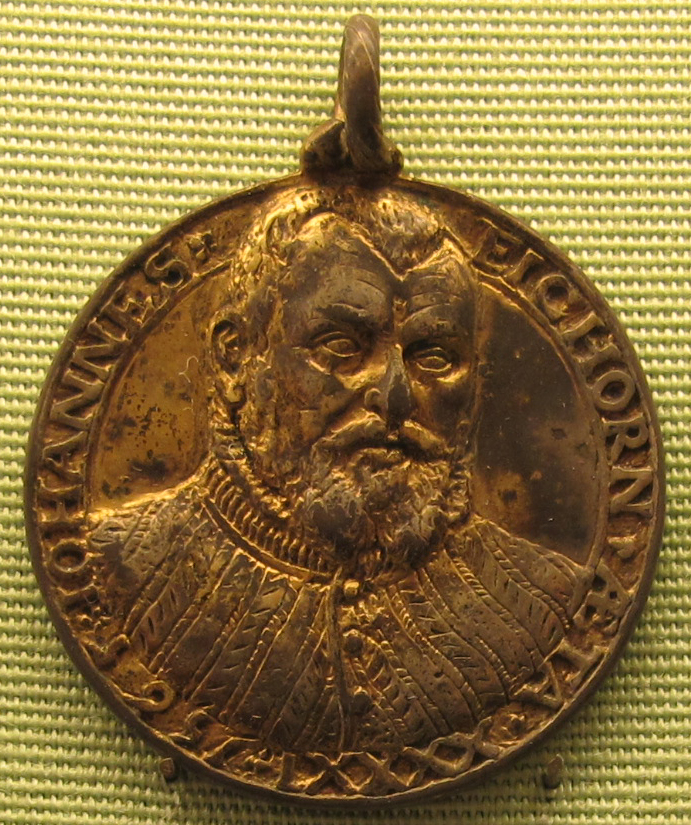
Johann Sciurus medaille, 1565

Johann Sciurus (auch: Eichhorn, Aichorn; * um 1518 in Nürnberg; † 3. November 1564 in Königsberg) war ein deutscher Mathematiker, Philologe und evangelischer Theologe.

## Leben
Johann Sciurus war der Sohn von Johann Eichhorn d. Ä. († 1548). Er hat vermutlich das Aegidianum seiner Heimatstadt besucht. Seit dem Sommersemester 1537 studierte er an der Universität Wittenberg, wo er zunächst ein philosophisches Studium bei  Philipp Melanchthon absolvierte. Im Sommersemester 1542 wechselte er an die Universität Leipzig, wo Joachim Camerarius der Ältere ein neues Betätigungsfeld gefunden hatte. Zurückgekehrt nach Wittenberg, hatte er, den Sitten der Zeit entsprechend, seinen Familiennamen als Gelehrtennamen latinisiert und erwarb am 1. September 1545 den akademischen Grad eines Magisters der Philosophie. Danach ging er mit Erasmus Flock zurück nach Nürnberg.
1546 begab er sich mit dem Sohn des Camerarius an die Universität Königsberg, wo man ihm im Wintersemester 1547 die zweite mathematische Professur übertragen hatte. Von dieser wechselte er am 15. Juli 1550 auf die Professur der griechischen Sprache und Ethik. Während jener Zeit schloss er sich den Ideen des Andreas Osiander an. Als dessen Anhänger wurde er nach einer am 28. Mai 1552 gehaltenen Disputation mit dem Titel „De fortitudine“ von den Opponenten Bartholomäus Wagner und Johann Hoppe beschuldigt, die Ideen des Sozinianismus zu vertreten. Daher gab er eine „Apologia oder Schutzrede wider Barthol. Wagner und Joh. Hoppium, Magistros, von denen ich öffentlich beschuldigt worden bin, als sollt ich in Christo, wahrem Gott und Menschen, wenn wir ihn anruffen und anbeten, die menschliche Natur ausschließen, samt einem kurzen und christlichen Bekenntnis von dem Artikel der Rechtfertigung“ heraus.
Er konnte damit diese Anschuldigungen zwar entkräften, etablierte sich somit aber als Osiandrist. Dies brachte ihm 1554 die mit 100 Mark dotierte theologische Professur der hebräischen Sprache ein, wobei er zweimal wöchentlich über das Alte Testament zu lesen hatte. In dieser Eigenschaft wurde er im Sommersemester 1554 und Wintersemester 1557/58 Rektor der Alma Mater. Mit der Übernahme der theologischen Professur wurde er auch Hofprediger des Herzogs Albrecht von Preußen. Auch nachdem er 1558 seine Professuren niedergelegt hatte, blieb er im Hofdienst. Gemeinsam mit Johann Funck war er an einer Etablierung der Osiandrischen Glaubenslehre beteiligt und wurde zu einer bedeutenden Persönlichkeit im Osiandrischen Streit, bis er an der Pest starb.
Sciurus war mit Anna Guntterrot († 1560) verheiratet.

## Weblink
- Kurzvita an der Uni Mainz (Memento vom 9. Juni 2007 im Internet Archive)